# Wełyki Korowynci
Wełyki Korowynci (ukr. Великі Коровинці) – osiedle typu miejskiego na Ukrainie w rejonie żytomierskim obwodu żytomierskiego.
Do 2020 w rejonie cudnowskim.
Znajduje tu się stacja kolejowa Mychajłenky, położona na linii Koziatyn – Berdyczów – Szepetówka.